# Hacheston
Hacheston – wieś w Anglii, w hrabstwie Suffolk, w dystrykcie East Suffolk. Leży 21 km na północny wschód od miasta Ipswich i 128 km na północny wschód od Londynu.